# Dolichopteryx trunovi
Dolichopteryx trunovi is een straalvinnige vissensoort uit de familie van hemelkijkers (Opisthoproctidae). De wetenschappelijke naam van de soort is voor het eerst geldig gepubliceerd in 2005 door Parin.